# Платонов, Павел Викторович
Па́вел Ви́кторович Плато́нов (13 февраля 1970, Душанбе) — российский и израильский общественный деятель, председатель Иерусалимского отделения Императорского Православного Палестинского Общества (ИППО) (с 3 ноября 2005 года по нынешнее время), уполномоченный представитель ИППО в Иерусалиме и государстве Израиль (с 18 декабря 2008 года по декабрь 2015 года), председатель православного научно-просветительского Общества и паломнического центра «Россия в красках» в Иерусалиме.

## Биография
Родился 13 февраля 1970 года в городе Душанбе Таджикской ССР. В 1983 году вместе с семьёй переехал в Крым, в город Керчь. 1988—1990 проходил воинскую службу в Радиотехнических войсках Советской армии. 1990-1993 работал в Лицее искусств города Керчи.
В 1997 году переехал на постоянное место жительства в государство Израиль, в город Иерусалим. С 1998 по 2001 прошел обучении в академии музыки и танца им. Рубина в Иерусалиме на джазовом факультете исполнительского мастерства. С 2008 по 2009 гг. прошел обучение в школе по туризму при Иерусалимском университете, получив лицензию дипломированного гида от министерства по туризму Израиля с правом вести экскурсии по Святой Земле на русском языке и иврите. С 2014 года является официальным преподавателем для профессиональных дипломированных гидов на курсах усовершенствования квалификации при министерстве по туризму государства Израиль на тему "Русское духовное и культурное присутствие в Святой Земле". C 2014 входит в список ведущих специалистов министерства по туризму государства Израиль.

### Православное научно-просветительское Общество Россия в красках в Иерусалиме
В 2001 году знакомится с известным в России и Русском Зарубежье священником — протоиереем Василием Ермаковым.
В 2001—2003 годах участвовал в создании православной молодёжной общины в городе Иерусалиме, являясь прихожанином Свято-Троицкого собора Русской Духовной Миссии в Иерусалиме.
Один из создателей православной общины Иерусалима и основатель православного научно-просветительского Общества (ПНПО) Россия в красках в Иерусалиме, собирающего информацию и изучающего историю Русского зарубежья, историю русского духовного, культурного и политического присутствия в Святой Земле. Основатель портала Россия в красках. Один из основателей портала «Православный поклонник на Святой земле», посвященный теме паломничества . Учредитель православного паломнического центра «Россия в красках»,. Главный редактор порталов «Россия в красках» и «Православный поклонник на Святой Земле».
1—2 ноября 2005 года участвовал в организации в Еврейском университете на горе Скопус в Иерусалиме международной конференции под названием «Иерусалим в русской духовной традиции», в которой участвовали российские, израильские и арабские учёные из: Московского государственного университета, Санкт-Петербургского университета, Свято-Тихоновского гуманитарного университета, Российской Академии наук, Еврейского, Хайфского, Бар-Иланского университетов, Тель-Хайского академического колледжа.

### Иерусалимское отделение Императорского Православного Палестинского Общества
3 ноября 2005 года в здании Сергиевского подворья в Иерусалиме, на общем собрании в присутствии членов Совета ИППО, было учреждено Иерусалимское отделение Императорского Православного Палестинского Общества. Общим решением собрания был избран Председателем отделения. Был переизбран председателем Иерусалимского отделения на общих собраниях Иерусалимского отделения ИППО в 2010 и в 2015 годах.
2005—2006 года — в качестве Председателя возглавлял работу во временном офисе Иерусалимского отделения на улице Шивтей Исраэль в Иерусалиме.
2006—2008 года — участвовал в работе с различными СМИ и в научно-поисковой работе по восстановлению информации о недвижимости Императорской России, Императорского Православного Палестинского Общества и Русской Православной Церкви на территории Святой Земли. Содействовал в возвращении России здания Сергиевского подворья в Иерусалиме,.
С 18 декабря 2008 года решением Совета ИППО назначается уполномоченным Императорского Православного Палестинского Общества в Иерусалиме и государстве Израиль.
С 10 февраля по май 2009 года осуществлял общее руководство со стороны Иерусалимского отделения ИППО по проведению на Сергиевском подворье, возвращённом в декабре 2008 года России, консервационных, реставрационных, противопожарных и инвентаризационных работ на основании Распоряжения Президента России, В.В. Путина РФ № 224-рп от 26 апреля 2008 года — на проведение ремонтных и консервационных работ на объектах Сергиевского подворья, в том числе в народной трапезной, а также на проведение инвентаризации и экспертизы находящихся там художественных и исторических ценностей в целях их последующей реставрации.
С 2009 по август 2012 руководил различными мероприятиями по линии ИППО на Сергиевском подворье: возобновление традиций и организация Сергиевских чтений, Пасхальных разговений, поминальных молитв почившим деятелям ИППО, проведение международных круглых столов.
С 2010 по 2012 годы — член Совета Императорского Православного Палестинского Общества.
С 2011 года основатель научно-популярной серии «Святая Земля» и научного издания — Иерусалимский вестник ИППО.
С 2011 года оказывал содействие российским реставраторам и строителям в организации реставрационных и строительных работ на Сергиевском подворье в Иерусалиме.
В 2012 году на 2-й конференции ИППО в Москве был избран членом Попечительского Совета Императорского Православного Палестинского Общества.

## Награды
- Медаль «За жертвенное служение России» во имя св. Благоверных князей Бориса и Глеба. Общероссийское общественное движение «Россия Православная» (Июнь 2007)[35].
- Медаль имени Василия Николаевича Хитрово. Императорское Православное Палестинское Общество (Апрель 2009)[36]
- Орден имени великого князя Сергия Александровича. Императорское Православное Палестинское Общество (Июнь 2010)[37]
- Благодарность Президента Российской Федерации В. В. Путина от 14 июня 2012 год «За большой вклад в сохранение и популяризацию культурного и исторического наследия России на Святой Земле, укреплению дружбы и сотрудничества между народами».[38]
- Орден Вифлеемской Звезды[39]. Императорское Православное Палестинское Общество. 14 марта 2013[40]

## Публикации
- Платонов П. В. Празднование дня Пресвятой Троицы на Святой Земле // (ПНПО) Россия в красках. — Иерусалим, 2006.
- Платонов П. В. Храм св. апостола Петра и праведной Тавифы на русском участке в Яффо // (ПНПО) Россия в красках. — Иерусалим, 2006.
- Платонов П. В. Горненский монастырь в Иерусалиме: история Обители и её престольных праздников // (ПНПО) Россия в красках. — Иерусалим, 2006.
- Платонов П. В. К 100-летию основания Елеонского женского монастыря в Иерусалиме праздников // (ПНПО) Россия в красках. — Иерусалим, 2006.
- Платонов П. В. Святая гора Фавор — место славного Преображения Господня праздников // (ПНПО) Россия в красках. — Иерусалим, 2006.
- Платонов П. В. Русское духовное наследие в Иерусалиме под угрозой исчезновения // Иерусалимское отделение ИППО. — Иерусалим, 2006.
- Платонов. П. В. Роль Императорского Православного Палестинского Общества (ИППО) в организации быта и нужд русских поклонников в конце XIX — начале XX веков // Православный Палестинский сборник. — Москва, 2007. — Вып. 107-й выпуск. — С. 293—306. — ISBN 978-5-91674-166-7.
- Платонов П.В. О деятельности научно-просветительского общества «Россия в красках». // Православный Палестинский сборник. — Москва, 2007. — Вып. 105-й выпуск. — С. 168—171. — ISBN 978-5-86007-101-8.
- Платонов П. В. Роль ИППО в организации быта и нужд русских поклонников в конце 19 начале 20 веков // Иерусалимское отделение ИППО. — Иерусалим, 2008.
- Платонов П. В. Сергиевское подворье Императорского Православного Палестинского Общества (ИППО). К 120-летию поднятия флага ИППО на угловой башне Сергиевского подворья // Иерусалимское отделение ИППО. — Иерусалим, 2009.
- Платонов П. В. Преподобномученица Елизавета – небесный покровитель Императорского Православного Палестинского Общества (ИППО). К 145-летию со дня рождения Председателя ИППО Великой княгини Елизаветы Федоровны // Иерусалимское отделение ИППО. — Иерусалим, 2009.
- Платонов П. В. От «Русских раскопок» до Александровского подворья Императорского Православного Палестинского Общества (ИППО) в Иерусалиме // Иерусалимское отделение ИППО. — Иерусалим, 2010.
- Платонов П. В. «В Рождество Христово природа сопереживает евангельским событиям» // Светлана Высоцкая. — Нижний Новгород: Нижегородские епархиальные ведомости, 2010. — Вып. 23 декабря 2010.
- Платонов П. В. Русские паломники на Сергиевском подворье Императорского Православного Палестинского Общества (ИППО) // Иерусалимское отделение ИППО. — Иерусалим, 2010.
- Платонов П. В. Вениаминовское подворье Императорского Православного Палестинского Общества в Иерусалиме // Иерусалимское отделение ИППО. — Иерусалим, 2010.
- Платонов П. В. «ИППО нужна заинтересованная поддержка высших властных структур, чтобы возродить уникальный русский духовно—культурный остров в центре Иерусалима» // Иерусалимское отделение ИППО. — Нижний Новгород—Иерусалим, 2010.
- Платонов П. В. История здания Русской Духовной Миссии в Иерусалиме с домовым храмом св. мученицы Александры // Иерусалимское отделение ИППО. — Иерусалим, 2010.
- Платонов П. В. Памятные места Нижегородской земли, связанные со святыми именами и с историей Императорского Православного Палестинского Общества // Иерусалимское отделение ИППО. — Нижний Новгород—Иерусалим, 2010.
- Платонов П. В. Русский след в истории Иерихона. К 10-тысячелетию самого древнего города на земле // Иерусалимское отделение ИППО. — Иерусалим, 2010.
- Платонов П. В. К 4-летию памяти протоиерея Василия Ермакова. Глава из книги "Дети Израиля. Снова в России". Встреча с духовным отцом 17 ноября 2003 года. Домик Батюшки на Серафимовском кладбище // (ПНПО) Россия в красках. — Иерусалим, 2011.
- Платонов П. В. Храм святой Марии Магдалины в Гефсиманском саду Иерусалима // (ПНПО) Россия в красках. — Иерусалим, 2011.
- Платонов П. В. Быт и нужды русских православных поклонников на Святой Земле в XIX-XXI веках // Иерусалимский вестник ИППО. — Иерусалим, 2012. — Вып. № 1. — С. 7-38. — ISBN 978-965-7392-29-4.
- Платонов П. В. Совместные проекты региональных отделений ИППО на Святой Земле // Иерусалимский вестник ИППО. — Иерусалим: Иерусалимское отделение ИППО, 2012. — Вып. № 1. — С. 73-91. — ISBN 978-965-7392-29-4.
- Платонов П. В. «Иерусалим — это духовный нерв человечества». Интервью Нижегородским епархиальным ведомостям // Светлана Высоцкая. — Нижний Новгород: Нижегородские епархиальные ведомости, 2012. — Вып. 12 апреля 2012.
- Диакон Димитрий Сафонов, Платонов П. В. Рукописная тетрадь управляющего подворьями Православного Палестинского Общества в Иерусалиме Н. Р. Селезнёва // Иерусалимский вестник ИППО. — Иерусалим: Иерусалимское отделение ИППО, 2012. — Вып. № 1. — С. 91-109. — ISBN 978-965-7392-29-4.
- Л. Н. Блинова, Ю. А. Грачёв, О. Б. Озеров, П. В. Платонов. Сохраним Россию в Святой Земле! Летопись Императорского Православного Палестинского Общества. — Императорское Православное Палестинское Общество. — Москва—Иерусалим, 2012. — С. 1-240. — ISBN 978-965-7392-31-7.
- Платонов П. В. От «Русских раскопок» до Александровского подворья Императорского Православного Палестинского Общества (ИППО) в Иерусалиме // Иерусалимский вестник ИППО. — Иерусалим: Иерусалимское отделение ИППО, 2012. — Вып. № 2. — С. 89-105. — ISBN 978-965-7392-45-4.
- Платонов П. В. «Духовный университет Серафимовского кладбища в Санкт-Петербурге». Светлой памяти моего духовного отца - протоиерея Василия Ермакова // (ПНПО) Россия в красках. — Иерусалим, 2013.
- Платонов П. В. «В Израиле нет ущемления религиозных прав и свобод». Интервью Нижегородским епархиальным ведомостям // Светлана Высоцкая. — Нижний Новгород: Нижегородские епархиальные ведомости, 2013. — Вып. 5 февраля 2013.
- Платонов П. В. «Долгий путь в Русскую Палестину». Интервью сетевому изданию "Союзное вече". // Татьяна Худобина. — Иерусалим-Москва: Официальный сайт Иерусалимского отделения ИППО, 2013. — Вып. ноябрь.
- Платонов П.В. Монастырь преподобного Герасима Иорданского в Иорданской долине.. — Иерусалим: Официальный сайт Иерусалимского отделения ИППО, 2014. — Вып. 16 марта.
- Платонов П.В. Лавра преподобного Саввы Освященного в Иудейской пустыне.. — Иерусалим: Официальный сайт Иерусалимского отделения ИППО, 2014. — Вып. 8 июля.
- Платонов П.В. Учебные и врачебные заведения Императорского Православного Палестинского Общества в Сирии и Палестине Отчет члена Совета Общества Н.М. Аничкова.. — Иерусалим: Официальный сайт Иерусалимского отделения ИППО, 2014. — Вып. 19 июля.